# Anarchy, State, and Utopia
Anarchy, State, and Utopia (en l'original anglés; Anarquia, Estat i Utopia) és una obra de filosofia política escrita pel nord-americà Robert Nozick. Hi defensa les concepcions filosòfiques minarquistes, i hi considera la possibilitat d'un estat "minimal". El treball es divideix en tres parts diferenciades, que tracten sobre la justificació d'un estat mínim davant l'alternativa anarcocapitalista, amb la crítica de l'estat del benestar i les posicions assistencials de John Rawls, i de la conveniència de l'estat mínim, presentat com un marc propici per a totes les utopies (és a dir, una metautopia).
Contràriament a Theory of Justice (1971) de John Rawls, i en un debat amb Michael Walzer, Nozick defensa un estat minimal, açò és, un estat limitat a les funcions de protecció contra la violència, el robatori, el frau i l'aplicació de l'execució dels contractes, etc. Quan un estat assumeix més responsabilitats que aquestes, Nozick pensa que vulnera els drets individuals. Per recolzar la idea de l'estat mínim, Nozick planteja un argument que explica com surt de manera natural de l'anarquia i com qualsevol expansió del poder estatal més enllà d'aquest llindar minimalista és injustificada.
Anarchy, State and Utopie guanyà el 1975 US National Book Award per a filosofia i religió. Ha estat traduït a 11 idiomes i va ser nomenat un dels "100 llibres més influents des de la 2a Guerra Mundial" (1945–1995) pel Times Literary Supplement.

## Acollida de l'obra
L'anarquia, l'estat i la utopia va sorgir a partir d'un curs universitari que Nozick impartí amb Michael Walzer a Harvard el 1971, titulat Capitalisme i socialisme. El curs era un debat entre els dos autors. Les idees de Nozick estan recollides en Anarchy, State and Utopia, mentre que Walzer publicaria Sphères de Justice (1983), en què defensa una "igualtat complexa".
Murray Rothbard, un teòric anarcocapitalista, critica Anarquia, estat i utopia en el seu assaig Robert Nozick i la immaculada concepció de l'estat. Al final d'aquest assaig n'explica deu crítiques en particular. En primer lloc, Rothbard qüestiona la idea de Nozick que l'estat de naturalesa tendiria necessàriament a provocar un estat mínim, i convida l'autor a adoptar l'anarcocapitalisme i a "esperar que es desenvolupi el seu estat mínim". Rothbard, des d'una perspectiva anarquista, defensa la idea que els drets individuals són inalienables. Qualsevol estat que els qüestione, qualsevol estructura estatal és injustificada. En acabant, Rothbard considera que la justificació de Nozick de l'estat mínim podria conduir a un "estat màxim", "perquè els individus poden voler desplegar altres proteccions que les de la justícia i la seguretat.
El jurista nord-americà Arthur Allen Leff criticà Nozick en el seu article del 1979 Unspeakable Ethics, Unnatural Law. Leff hi deia que Nozick havia construït tot l'assaig sobre la simple afirmació que "les persones tenen drets que no poden ser violats per altres persones", sense aportar-ne proves. A més, Leff també considera "aparentment poc convincent" la proposta de Nozick que les diferències entre individus no seran un problema si persones amb idees afins formen comunitats aïllades geogràficament.
En Lectures on the History of Political Philosophy (2007), John Rawls assenyala que Nozick suposa que les transaccions lliures "preserven la justícia" de la mateixa manera que les operacions lògiques "preserven la veritat". Però Rawls opina que això és simplement un supòsit o pressuposició, i que requereix justificació. En realitat, per a ell, les petites desigualtats creades per les transaccions "justes" (en el sentit que són consentides per individus lliures) s'acumulen al llarg del temps i acaben provocant grans desigualtats i una situació d'injustícia.